# Molly (kyborg)
Molly (známá též jako Molly Millions nebo Sally Shears) je kybernetická postava, která se opakovaně objevuje v povídkách a románech Williama Gibsona, především jeho trilogii Sprawlu. Poprvé se objevila v povídce Johnny Mnemonic. O něm se později zcela mimochodem zmínila v další knize Neuromancer (kde je oslovována pouze Molly, prostě bez příjmení), použije zde také falešné jméno Kolodnyová. V knize Mona Lisa Overdrive vystupuje jako Sally Shears.